# Офинген
Офинген (њем. Offingen) град је у њемачкој савезној држави Баварска. Једно је од 34 општинска средишта округа Гинцбург. Према процјени из 2010. у граду је живјело 4.176 становника. Посједује регионалну шифру (AGS) 9774171.

## Географски и демографски подаци
Офинген се налази у савезној држави Баварска у округу Гинцбург. Град се налази на надморској висини од 440 метара. Површина општине износи 14,9 km². У самом граду је, према процјени из 2010. године, живјело 4.176 становника. Просјечна густина становништва износи 280 становника/km².